# Палата Републике
Палата Републике (некада зграда Хипотекарне банке) је званично сједиште предсједника Републике Српске. Налази се у улици Бана Милосављевића 4, у Бањој Луци. У палати Републике предсједник Републике Српске обавља пријеме званичника из земље и иностранства.
Након реконструкције зграде која је коштала око 5,5 милиона евра, палата Републике је свечано отворена 24. априла 2008. године. Зграда Хипотекарне банке је саграђена 1936. године у вријеме бана Светислава Милосављевића, а у периоду након Другог свјетског рата у њој је била смјештена Служба друштвеног књиговодства (СДК).